# レベル27
レベル27は、日本の4人組バンドである。大阪府出身。2016年7月より活動を開始。所属は不明。日常に溢れる感情を様々なアプローチで歌うバンド。 

## 来歴
- 2016年
  - 6月27日 : 大阪心斎橋にて結成[1]。
  - 7月25日 : 活動開始[1]

## メンバー
- オオタ13月
ボーカル&ギターと青担当
誕生日は5月4日。
- アーサー
ギター担当。
- ノリタ
ベース担当。
- アトモスフィア大西
ドラムと黄色担当。

### 元メンバー
- 奥田 大地（おくだ だいち）
ボーカル&ギターと赤担当。
- 星野・J・隼一（ほしの じゅんいち）
ギターと緑担当。
- くぼ ようへい
ベースとピンク担当。
誕生日は3月15日。

## ディスコグラフィ

### シングル

#### EP
|     | 発売日         | タイトル                                                   | 規格 | 収録曲                                                                                        |
| --- | -------------- | ---------------------------------------------------------- | ---- | --------------------------------------------------------------------------------------------- |
| 1st | 2016年月22日   | ▷ゲームをはじめる                                          | CD   | 1. ポンデリングを手離すな！ 2. はないちもんめ 3. 誰かの綺麗事                                 |
| 2nd | 2017年6月10日  | ▷ゲームをつづける？                                        | CD   | 1. チャイナドレスを着て 2. ロックマンしたい 3. ちゃんと悲しいよ 4. コンビニエンスシンドローム |
| 3rd | 2018年9月5日   | ▷エンディングをむかえる                                    | CD   | 1. 27才 2. 終末スペランツァー 3. さよならヨーロッパ 4. ありきたりなメロディーに乗せて         |
| 4th | 2019年7月7日   | エクストラステージ1                                        | CD   | 1. ロックンロールなんてどうでもいい 2. カセットレコーダー                                     |
| 5th | 2019年11月17日 | エクストラステージ1                                        | CD   | 1. オーディション 2. アイスクリーム・ネヴァー・マインド                                       |
| 6th | 2020年1月27日  | セントポーリアの育て方／終わらせたって構わないと笑った君へ | CD   | 1. セントポーリアの育て方 2. 終わらせたって構わないと笑った君へ                               |
| 7th | 2021年9月11日  | EP1                                                        | CD   | 1. とりあいじゃんけん 2. 嫌いになったわけではないよ 3. こっちを向いて 4. 誰かの綺麗事         |

### Web
公式サイト
- レベル27｜Official Site

Eggs
- レベル27 - Eggs。

### SNS
Twitter
- レベル27 (@level27official) - X（旧Twitter）
オオタ13月 (@oota13gatu) - X（旧Twitter）
アーサー (@ksy_gt) - X（旧Twitter）
ノリタソ (@noname12ge) - X（旧Twitter）
アトモスフィア大西 (@Ooooooo_Kun) - X（旧Twitter）

Instagram
- レベル27 (@level27official) - Instagram
オオタ13月 (@ot13g) - Instagram
アーサー (@aasaa.72) - Instagram
ノリタソ (@noritaso_level27) - Instagram
アトモスフィア大西 (@atmosphere_oonishi27) - Instagram

YouTube
- レベル27 - YouTubeチャンネル

TikTok
- レベル27 (@level27official) - TikTok
ノリタソ (@noritaso_level27) - TikTok